# Hyalinobatrachium iaspidiense
Hyalinobatrachium iaspidiense es una especie de anfibio anuro de la familia de las ranas de cristal (Centrolenidae). Se distribuye por buena parte del norte de Sudamérica: Venezuela, Guyana, Surinam, Guayana Francesa, Ecuador y Perú.